# Silver Creek (Belize)
Silver Creek – miasto w Belize, w dystrykcie Toledo. W 2000 roku miasto zamieszkiwało 1326 osób.